# Bildsteine von Änge
Die Bildsteine von Änge in Buttle stehen unmittelbar südlich vom Hof Änge auf der schwedischen Insel Gotland.

## Beschreibung
Die Bildsteine des Typs 3 (errichtet zwischen 700 und 1100 n. Chr.) stehen an ihrem ursprünglichen Platz (wie die Bildsteine Bro Stainkällingar), was selten der Fall ist. Der eine ist mit einer Höhe von 3,7 m Gotlands größter, vollständig erhaltener Bildstein. Aus älteren Landvermessungskarten geht hervor, dass die Steine an einem der Hauptwege über die Lojsta-Heide stehen. Er führte von Buttle über Änge, den letzten Hof vor der Heide, in südlicher Richtung nach Etelhem. Dies ist wichtig, weil es einen Anhaltspunkt für das Alter des Ängehofes und die Wegstrecke bietet. 

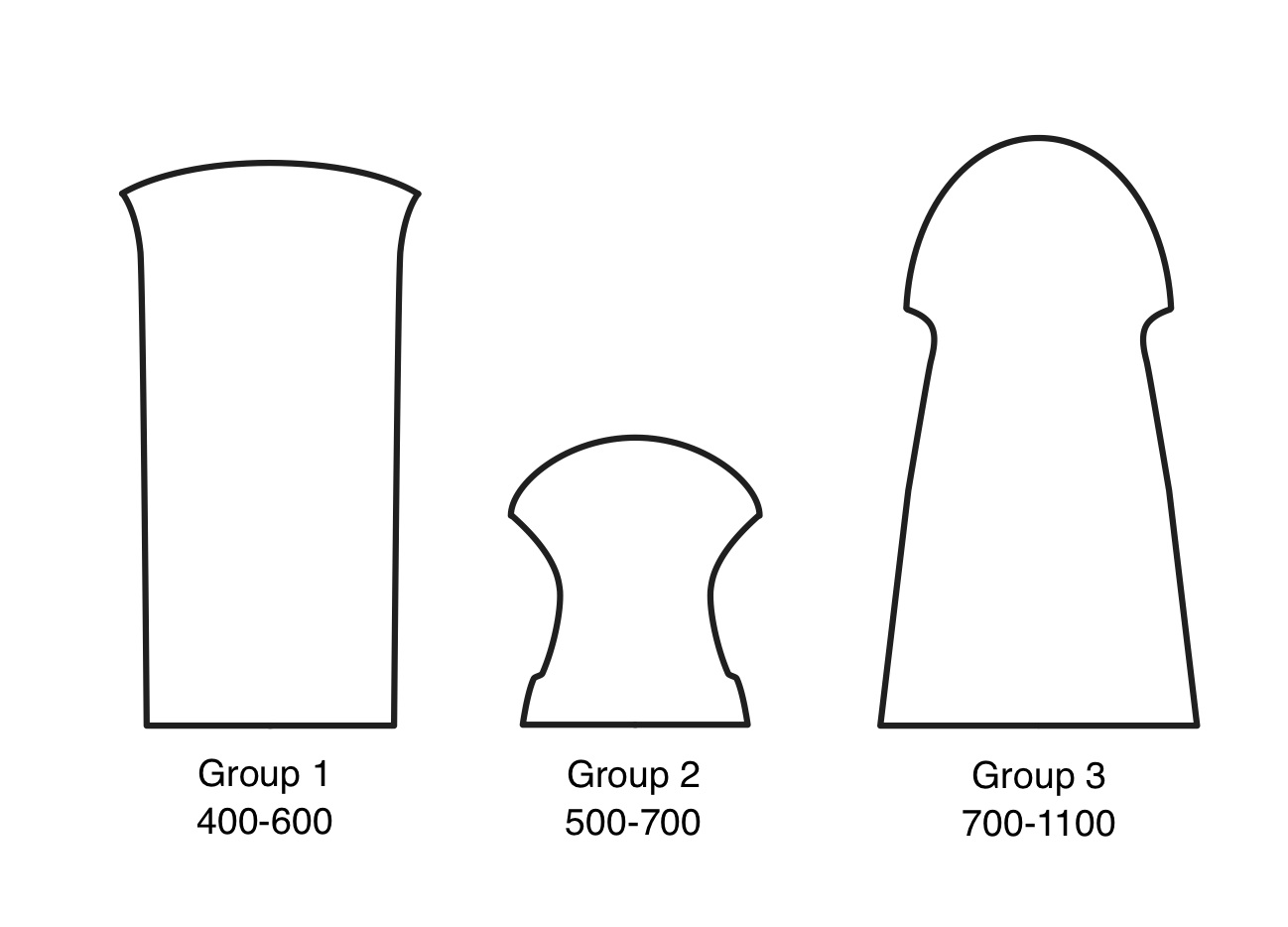
Die Bildsteine von Änge entsprechen der Form 3 – rechts

Die Bildseite der Steine war dem frühgeschichtlichen Weg zugewandt, der gut 100 m nordöstlich und südwestlich des Ängehofes im Gelände erkennbar ist. Bei den Steinen entdeckte man Reste einer Grabkiste, deren Seitenteile mit Tierbildern und einer Borte mit Bandmuster versehen waren. Sie befinden sich im Länsmuseum Gotlands Fornsal in Visby. 
Der kleinere Stein wurde nie mit einem gehauenen Relief versehen. Falls er eine Darstellung besaß, muss sie aufgemalt worden sein. Der größere Stein weist dagegen verwaschene Spuren eines gehauenen Reliefs auf. Vor einer Randborte mit Bandmuster ist der obere Teil in vier Felder aufgeteilt, die Figurendarstellungen enthalten unter anderem gehende Männer. Der untere Teil ist in gleicher Weise gegliedert. Hier ist ein kleines Boot erkennbar, ein Reiter und ganz unten ein großes, auf dem aufgewühlten Meer segelndes Schiff.

## In der Nähe
Das Gebiet um den Ängehof ist reich an frühgeschichtlichen Zeugnissen. Etwa 200 m nordöstlich liegen inmitten des Weidelandes drei Hausfundamente aus der älteren Eisenzeit. Im Nordwesten befinden sich eine ähnliche Gruppe von Hausfundamenten sowie ein Areal mit frühgeschichtlichen Äckern. Folgt man dem wikingerzeitlichen Weg nach Südwesten, so passiert dieser nach etwa 300 m ein großes Gräberfeld mit etwa 90 Gräbern. 